# Hipoclorit
Hipoclorit és un compost químic oxoanió també conegut com a clorat(I) l'anió és ClO−. Un compost hipoclorit conté aquest grup, amb el clor amb l'estat d'oxidació +1. Els hipoclorits són sals de l'àcid hipoclorós. Entre els exemples comuns hi ha hipoclorit de sodi (lleixiu de clor) o agent emblanquinador i hipoclorit de calci (compost de clor per a piscines). Els hipoclorits són sovint força inestables i per això són agents oxidants forts. La reacció amb compostos orgànics és molt exotèrmica i pot causar la combustió, per això s'han de manejar amb cura. Poden oxidar els compostos amb manganès convertint-los en permanganats.

## Preparació
La sal sòdica de l'ió hipoclorit, NaClO, es forma per desproporcionació del gas clor en solució aquosa d'hidròxid de sodi:
Cl2 (g) + 2 NaOH (aq) → NaCl (aq) + NaClO (aq) + H₂O (l)
La reacció amb clor en calent amb hidròxid de sodi concentrat forma clorats d'alt estat d'oxidació:
3 Cl2 (g) + 6 NaOH (aq) → 5 NaCl(aq) + NaClO3 (aq) + 3 H2O (l)